# 竹山陰氏
竹山陰氏（チュクサヌムし、朝鮮語: 죽산음씨）は、朝鮮の氏族の一つ。本貫は京畿道安城市である。2015年の調査では、1,766人である。
始祖の陰俊は、高麗恭愍王の妃となった中国元の宝塔失里に付き随い、礼部侍郎として高麗に入国した。その後、竹州君（当時の地名は竹州、後の地名改正により竹山となる）に封ぜられ、陰俊の子孫がその地に定着したことにより、本貫を竹山として竹山陰氏を創始した。